# Trygve Seim
Trygve Seim (né le 25 avril 1971 à Oslo) est un saxophoniste norvégien de jazz.

## Biographie

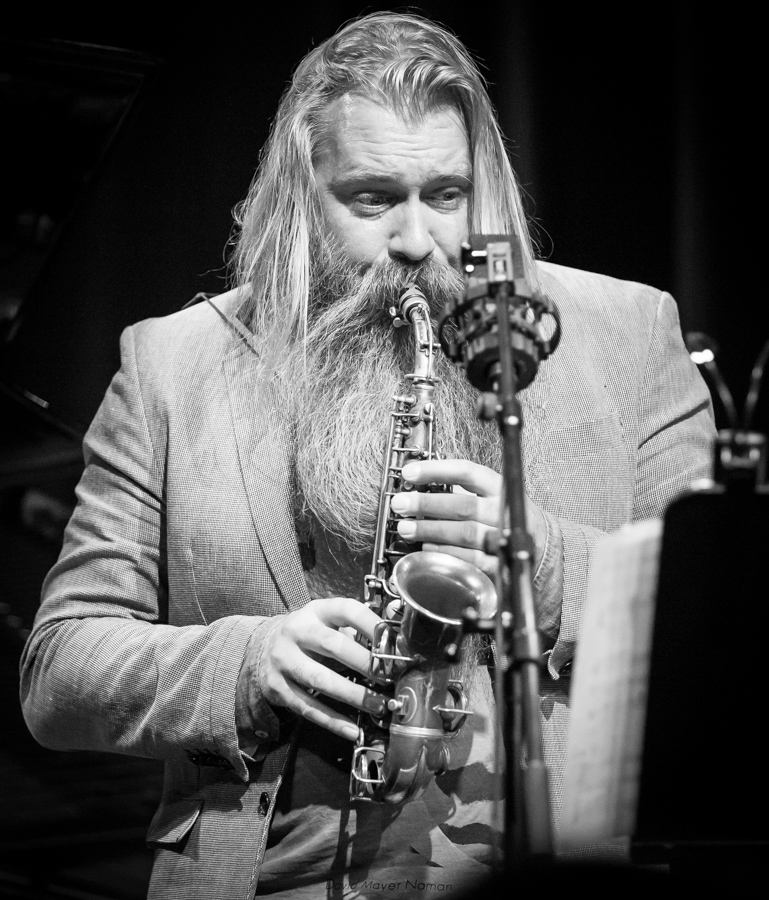
Trygve Seim, 2016.

C'est à la suite de l'écoute de l'album Eventyr de Jan Garbarek en 1985, lors d'un retour de randonnée en montagne en Norvège que Trygve Seim décide d'apprendre le saxophone. Il commence à étudier le jazz au conservatoire de Trondheim en 1990.
En 1991, il fonde avec le pianiste Christian Wallumrød le groupe Airamero avec Johannes Eick à la contrebasse et Per Oddvar Johansen à la batterie. Ils sortent un disque homonyme, Airamero, en 1994, et font quelques tournées en scandinavie et en Allemagne. En 1992, Trygve Seim devient membre du groupe de Jon Balke, Oslo 13, et en prend en 1994 la direction en commun avec Morten Halle and Torbjørn Sunde. Le groupe s'appelle désormais 1300 Oslo. Seim est aussi membre du quartet The Source avec Øyvind Brække, Ingebrigt Flaten et Per Oddvar Johansen, avec qui il enregistre cinq disques. Il joue aussi avec Edward Vesala et Kenny Wheeler, et continue de jouer dans l'orchestre de la veuve d'Edward Vesala, Iro Haarla.
C'est surtout la sortie sous son nom de l'album Different Rivers sur le label ECM en 2001 qui le fait connaitre. L'album reçoit de bonnes critiques au niveau international et gagne le prix de la critique allemande du disque (de) en Allemagne. Dans ce disque, Seim mène un ensemble de 12 musiciens, dont une majorité d'instruments à vent (saxophone(s), clarinette(s), trompette, trombone, cor anglais, tuba, accordéon, violoncelle, batterie) et une récitante (Sidsel Endresen). L'originalité de la formation et la sensibilité des compositions sont vus comme particulièrement frais par les critiques.
En 2007, Il est appelé par Manu Katché pour faire partie de son groupe.
L'influence majeure de Trygve Seim est Jan Garbarek, mais il a aussi pris Dexter Gordon comme modèle. Il a aussi nourri un intérêt particulier pour le bouddhisme et a été fasciné par le flûtiste Hariprasad Chaurasia.

## Discographie

### Albums studio
- 2001 : Different Rivers (ECM)
- 2002 : The Source and Different Cikadas (ECM)
- 2005 : Sangam (ECM)
- 2006 : The Source (ECM)
- 2008 : Yeraz (ECM)
- 2010 : Purcor: Songs for Saxophone and Piano (ECM)
- 2024 : Our Time